# Tadeusz Sabara
Tadeusz Sabara (ur. 1 stycznia 1925, zm. 12 kwietnia 2020 w Łodzi) – polski aktor teatralny i filmowy.

## Życiorys
Absolwent PWST w Łodzi. Przez wiele lat był aktorem Teatru Powszechnego w Łodzi. Jego żoną była wieloletnia łódzka suflerka i inspicjentka Krystyna Sabara (1945-2014). Był ojcem aktora i reżysera Rafała Sabary (ur. 1970).

## Wybrana filmografia
- Powrót wabiszczura (1989), reż. Z. Rebzda – Trufla
- Rodzina Połanieckich (1978), reż. J. Rybkowski – dependent Maszki (od. 3 i 7)
- Śmierć prezydenta (1977), reż. J. Kawalerowicz – Kozłowski, prezes Zachęty
- Daleko od szosy (1976), reż. Z. Chmielewski – milicjant z Ksawerowa pod Łodzią (odc. 6)
- Siedem stron świata (1974) – muzyk, ojciec Kasi (odc. 2)
- Przygody pana Michała (1969), reż. P. Komorowski – Hektor Kamieniecki (odc. 13)
- Kapitan Sowa na tropie (1965), reż. S. Bareja – Feliks Cybulski (odc. 8)

## Odznaczenia
- 1965 Odznaka 1000-lecia Państwa Polskiego
- 1980 Honorowa Odznaka miasta Łodzi
- 1985 Złoty Krzyż Zasługi